# 杞伯姬
杞伯姬，春秋时期鲁国人，魯莊公的女儿，杞國国君杞成公的夫人。
前669年（周惠王八年、鲁庄公二十五年）六月，伯姬嫁到杞国，前667年（周惠王十年、鲁庄公二十七年）春，鲁庄公和女儿杞伯姬在洮地会见，《左传》认为与国家大事无关。天子不是为了宣扬德义不出去巡守，诸侯不是为了民众的事情不能出行，卿没有国君的命令不能越过国境。冬，杞伯姬來鲁国，杞成公也来朝觐鲁国。杞伯姬回娘家歸寧。凡是诸侯的女儿，歸寧叫“来”，被夫家休弃叫“来归”，本国国君的夫人歸寧叫做“如某”，被休弃叫做“归于某”。前655年（周惠王二十二年、鲁僖公五年）春，杞伯姬派她儿子到鲁国朝觐。前632年（周襄王二十年、鲁僖公二十八年）秋，杞伯姬來鲁国。前629年（周襄王二十三年、鲁僖公三十一年）冬，杞伯姬來鲁国为儿子求娶鲁国公室之女为妇，或即子叔姬。